# Odynerus aldrichi
Odynerus aldrichi är en stekelart som beskrevs av Fox 1892. Odynerus aldrichi ingår i släktet lergetingar, och familjen Eumenidae. Inga underarter finns listade i Catalogue of Life.